# Sopon Sukdapisit
Sopon Sukdapisit (en thaï : โสภณ ศักดาพิศิษฏ) est un réalisateur, assistant-réalisateur et scénariste thaïlandais, né le 22 mars 1982.

## Biographie

### Carrière
En 2004, Sopon Sukdapisit commence sa carrière, en tant que scénariste pour le film d'horreur Shutter de Banjong Pisanthanakun et Parkpoom Wongpoom. La même année, il édite un documentaire intitulé Happy Berry, réalisé par Thunska Pansittivorakul.
En 2007, il collabore de nouveau avec les réalisateurs thaïlandais, Banjong Pisanthanakun et Parkpoom Wongpoom, en tant que coscénariste du film d'horreur Alone.
En 2008, il assiste à la scénario et à la réalisation du film d'horreur Phobia. Il écrit et réalise son premier film d'horreur Coming Soon, cette année-là.
En 2015, il écrit et réalise le neuvième épisode intitulé Achintai de la série télévisée d'horreur thaïlandaise  ThirTEEN Terrors.
En 2017, il écrit et réalise le film d'horreur The Promise.
En 2019, il réalise les sept premiers épisodes de la série télévisée de triller fantastique thaïlandaise The Stranded. Elle est la première série télévisée thaïlandaise produite par Netflix.

## Filmographie
Sauf indication contraire, les informations mentionnées dans cette section peuvent être confirmées par la base de données cinématographiques IMDb,  présente dans la section « Liens externes ».
| Année | Films                                    | Profession(s) | Profession(s) | Profession(s)                                                       | Profession(s) |
| Année | Films                                    | Réalisateur   | Scénariste    | Autre                                                               |               |
| ----- | ---------------------------------------- | ------------- | ------------- | ------------------------------------------------------------------- | ------------- |
| 2004  | Shutter (ชัตเตอร์ กดติดวิญญาณ)               |               | ✔️            |                                                                     |               |
| 2004  | Happy Berry (สวรรค์สุดเอื้อม) (documentaire) |               |               | Monteur                                                             |               |
| 2007  | Alone (แฝด)                              |               | ✔️            |                                                                     |               |
| 2008  | Coming Soon (โปรแกรมหน้า วิญญาณอาฆาต)      | ✔️            | ✔️            |                                                                     |               |
| 2008  | Phobia (สี่แพร่ง)                           |               |               | Assistant-scénariste, membre de la seconde équipe de la réalisation |               |
| 2009  | Phobia 2 (ห้าแพร่ง)                        |               | ✔️            |                                                                     |               |
| 2011  | Ladda Land (ลัดดาแลนด์)                    | ✔️            | ✔️            |                                                                     |               |
| 2014  | The Swimmers (ฝากไว้...ในกายเธอ)          | ✔️            | ✔️            |                                                                     |               |
| 2017  | The Promise (เพื่อน.. ที่ระลึก)               | ✔️            | ✔️            |                                                                     |               |

### Télévision
| Année | Films                                    | Profession(s) | Profession(s) | Profession(s)           | Profession(s) |
| Année | Films                                    | Réalisateur   | Scénariste    | Commentaires            |               |
| ----- | ---------------------------------------- | ------------- | ------------- | ----------------------- | ------------- |
| 2015  | ThirTEEN Terrors (เพื่อนเฮี้ยน..โรงเรียนหลอน) | ✔️            | ✔️            | Saison 1, épisode 9     |               |
| 2019  | The Stranded (เคว้ง)                      | ✔️            | ✔️            | Saison 1, épisode 1 à 7 |               |